# Sopwith Pup
Sopwith Pup (ang. szczeniak) – brytyjski jednomiejscowy myśliwiec z okresu I wojny światowej w układzie dwupłata zbudowany przez Sopwith Aviation Company. Oficjalna nazwa maszyny to Sopwith Scout, ale piloci nadali mu własną nieoficjalną, Pup ze względu na podobieństwo samolotu do większego dwumiejscowego Sopwith 1½ Strutter. Nazwa Pup nigdy nie została zaakceptowana oficjalnie. Łącznie zbudowano 1770 sztuk samolotu.

## Historia

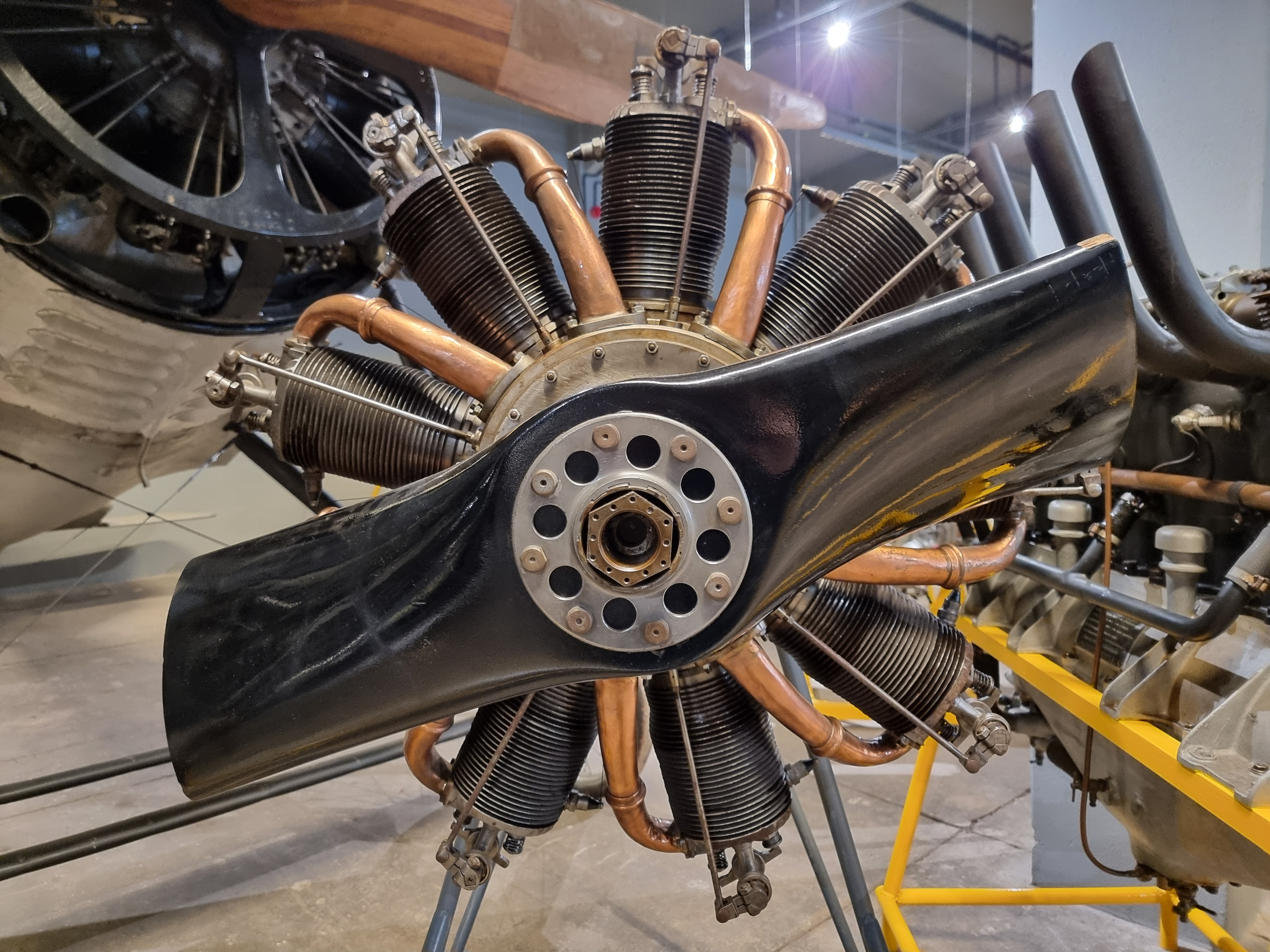
Silnik Le Rhône 9C eksponowany w MLP w Krakowie

Sopwith Pup został zbudowany na podstawie przedwojennego samolotu sportowego skonstruowanego przez Harry'ego Hawkera. Początkowo samoloty te budowano w macierzystej wytwórni Sopwith Aviation, ale ze względu na jednoczesną produkcję większych 1½ Strutterów, po zbudowaniu prototypów i 95 maszyn seryjnych zlecono dalszą produkcję innym firmom. Łącznie do zastąpienia Pupa przez nowocześniejszy myśliwiec Sopwith Camel wyprodukowano 1847 egzemplarzy tej maszyny.
Pierwszy prototyp oblatano 27 marca 1916 roku, a seryjne egzemplarze trafiły do jednostek już we wrześniu. Maszyna charakteryzowała się doskonałymi parametrami, dorównującymi niemieckiemu myśliwcowi Albatros D.III, a niekiedy nawet je przewyższając. Sopwith Pup posiadał dwa razy mniejszy promień skrętu niż Albatros, co dawało mu przewagę zwrotności nad maszynami przeciwnika. Po wprowadzeniu do służby, myśliwce Pup i Triplane, wyrównały szanse w walce powietrznej z maszynami niemieckimi. Ostatecznie oba typy samolotów zostały zastąpione przez nowocześniejszy i silniej uzbrojony Sopwith Camel. Po wycofaniu samolotów Pup z pierwszej linii frontu w połowie 1917, powierzono im zadanie walki z Zepelinami.
Samoloty Sopwith Pup, dzięki bardzo niskiej prędkości startu i lądowania wynoszącej tylko 45 km/h zostały przystosowane do startu z okrętów. W tym celu na wieżach dział głównych instalowano specjalne sześciometrowe rampy, z których startowały myśliwce Pup. Pierwszego w historii udanego lądowania na okręcie dokonał kapitan Edwin Dunning, który 2 sierpnia 1917 zdołał wylądować na pokładzie „Furiousa”. Podczas trzeciego lądowania, samolot spadł z pokładu zabijając Dunninga.